# 中嘉數位
中嘉數位股份有限公司（英語：Homeplus Digital Co., Ltd.），簡稱中嘉、中嘉數位，曾用名中嘉網路，是台灣的一家有線電視多系統業者（MSO）及網際網路供應商（ISP）。依2020年9月統計，其有線電視市佔率為22.44%。

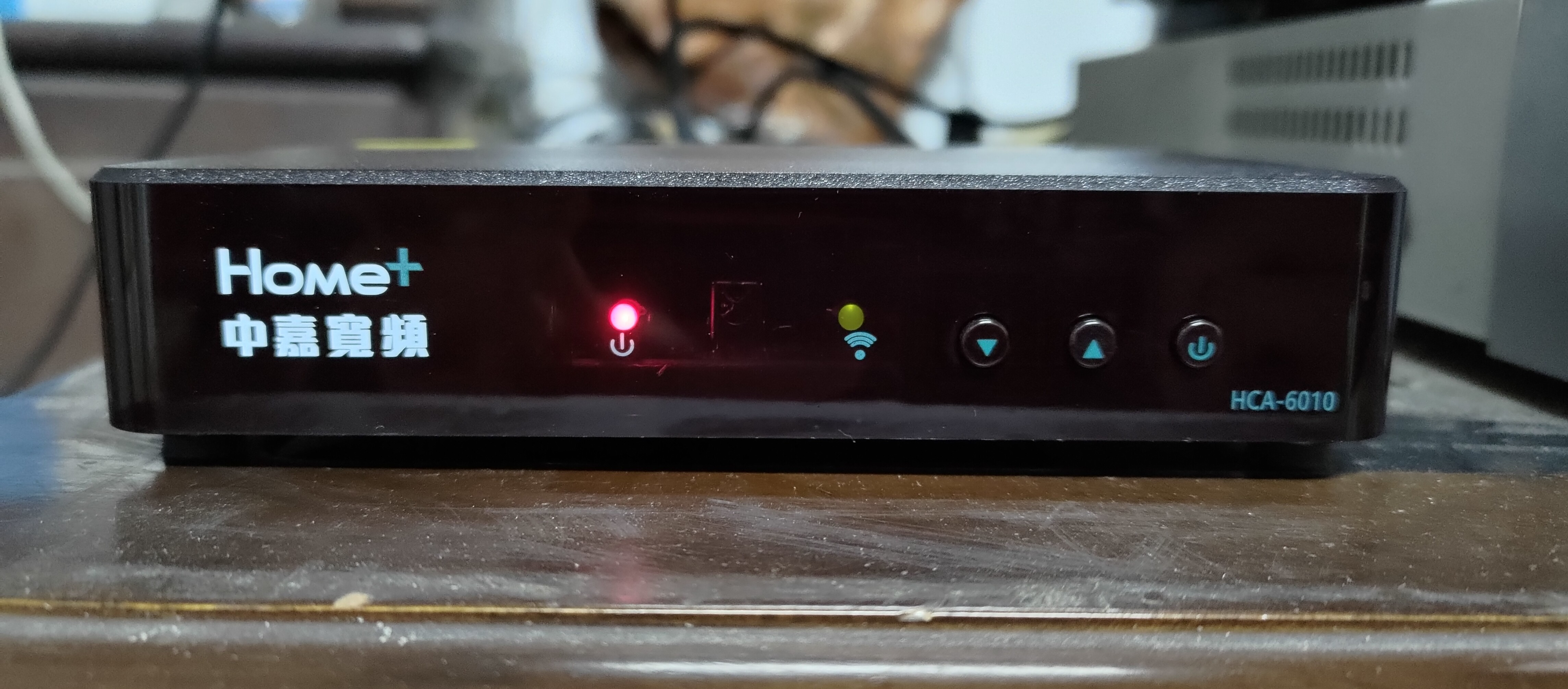
中嘉數位機上盒

## 歷史
2004年8月，「中嘉網路股份有限公司」（China Network Systems Co., Ltd.）成立，與旗下有線電視系統業者合作推廣纜線數據機上網服務「bb寬頻」，母公司是和信集團。
2006年3月20日，國家通訊傳播委員會委員會議正式通過吉隆有線電視、麗冠有線電視、長德有線電視、萬象有線電視、新視波有線電視、家和有線電視、雙子星有線電視、三冠王有線電視、慶聯有線電視、港都有線電視、大高雄有線電視的營運頻道變更申請案。其中，港都有線電視與大高雄有線電視是獨立業者，其他都屬於中嘉系統。
2007年5月8日，南韓私募基金安博凱（英語：MBK Partners）以約新台幣309億元從和信集團辜家與星空傳媒取得中嘉路六成股權。
2008年8月28日，和信集團旗下和信超媒體宣布將子公司「和網寬頻電信股份有限公司」（和網寬頻）出售予中嘉。同年9月3日，和網寬頻加入中嘉集團。同年11月，和網寬頻正式更名為「中嘉和網股份有限公司」。
2018年7月4日，安博凱出脫所有股份，宏泰集團旗下「林堉璘宏泰教育文化公益基金」為主的五家法人股東成立泓策創投，以新臺幣564億元收購中嘉網路。扣掉銀行貸款新臺幣396億元之後，買家實際支付金額為新臺幣164.99億元，其中林堉璘宏泰教育文化公益基金投資金額高達新臺幣80億元、將持有49.76%股份，泓策創業投資、榮盛投資和弘倉有限公司將分別持有24.88和14.93%及9.95%股份。
2020年6月16日，中嘉網路易名為「中嘉數位股份有限公司」。6月23日，將品牌更新為「Home+ 中嘉」，同時推出「Home+ TV」智慧型機上盒。
2021年2月2日，中嘉數位和中華電視公司簽約，正式成為華視新聞有線電視系統業者上架總代理。

## 產品服務
- Home+ TV─數位有線電視
- 光纖上網─同軸電纜及光纖上網
- SoundBOX─剧院串流盒

## MSO經營區域
- 基隆市

吉隆：全區
- 台北市

長德：中山區、松山區、大同區
萬象：大安區、文山區
麗冠：內湖區、南港區、信義區
數位天空：中正區、萬華區
- 新北市

新視波：永和區、中和區
家和：樹林區、三峽區、鶯歌區
數位天空：板橋區、土城區
- 桃園市

北健：桃園區、八德區、龜山區、蘆竹區、大園區
- 台南市

三冠王：中西區、東區、南區
雙子星：北區、安平區、安南區
- 高雄市

慶聯：三民區、鼓山區、左營區、楠梓區、旗津區、鹽埕區
港都：前金區、新興區、苓雅區、前鎮區、小港區

## 外部連結
- Home+中嘉寬頻 （页面存档备份，存于） （繁體中文）（英文）
- 中嘉寬頻的Facebook專頁
- YouTube上的中嘉寬頻頻道